# Cerkiew Narodzenia Najświętszej Maryi Panny w Rakowej
Cerkiew Narodzenia Najświętszej Marii Panny w Rakowej – drewniana filialna cerkiew greckokatolicka, znajdująca się w Rakowej, w gminie Tyrawa Wołoska.
Cerkiew została zbudowana około 1779. Jest to budynek o konstrukcji zrębowej, dwudzielny, z trójbocznie zamkniętym prezbiterium. Nad nawą znajduje się dach kalenicowy zwieńczony hełmem. Od zachodu przedsionek dobudowany około 1900. Nad przedsionkiem cerkwi znajduje się szkieletowa wieża nakryta dachem brogowym z hełmem. W wieży znajdują się dzwony z 1680 i 1715.

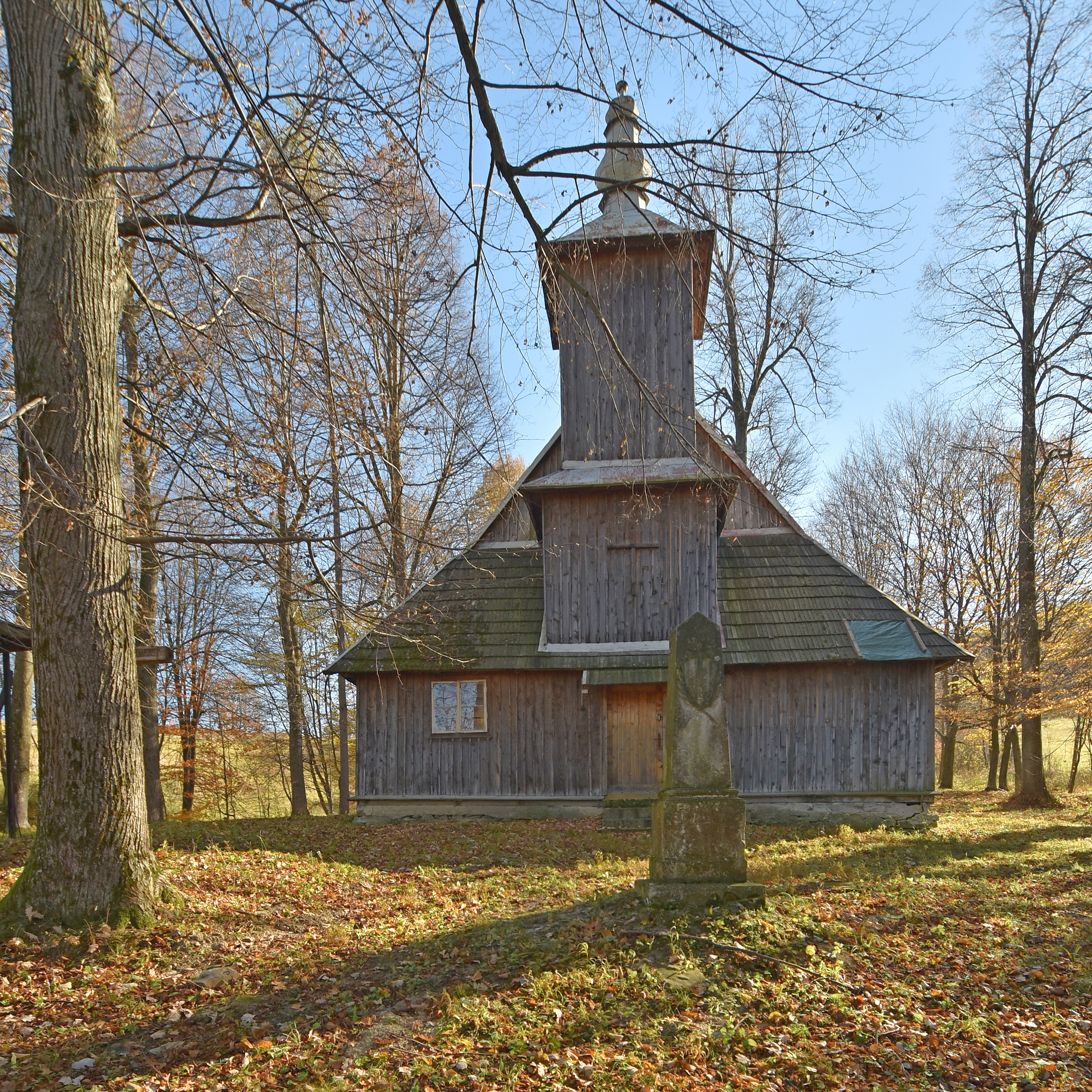
Elewacja frontowa
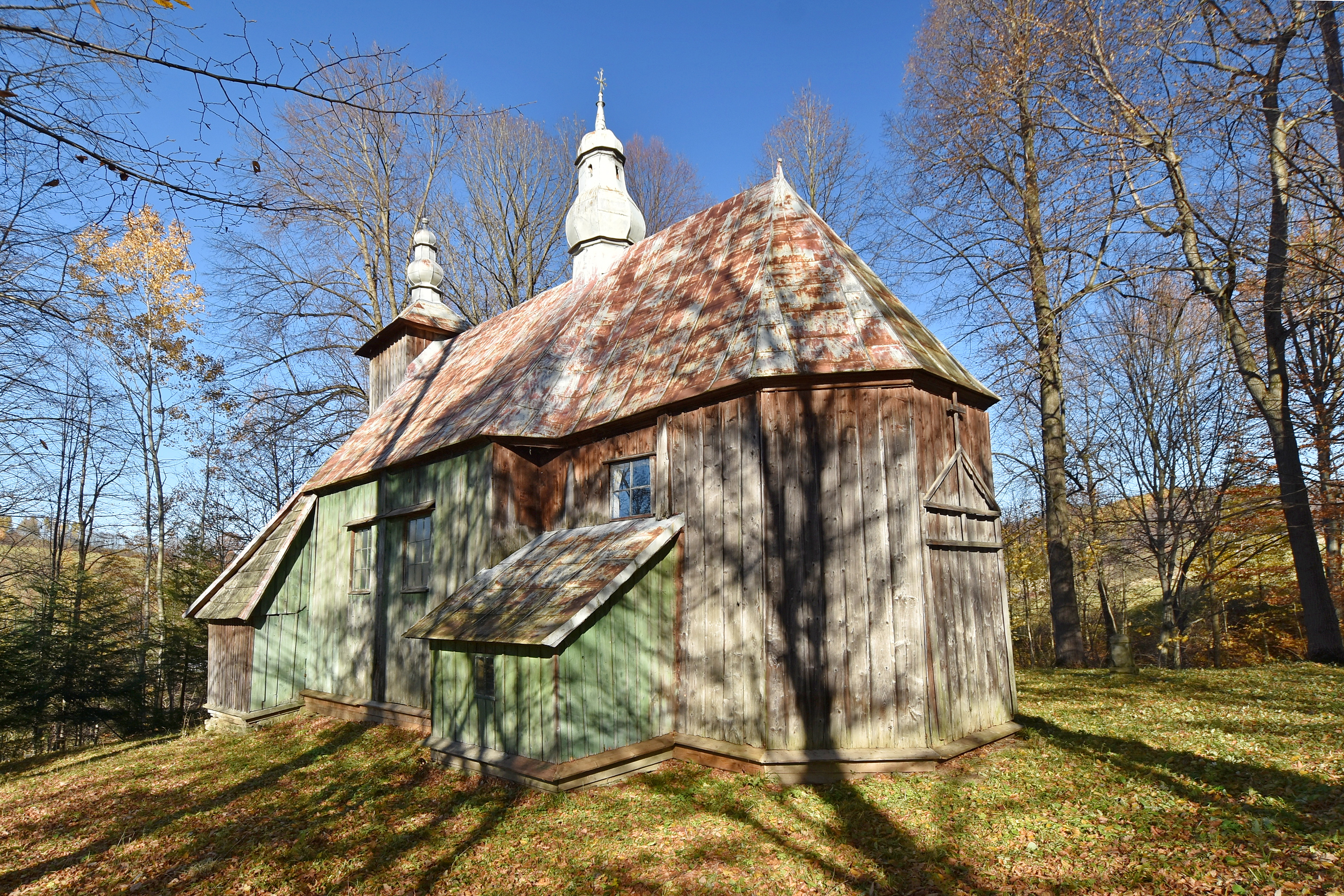
Widok od strony prezbiterium
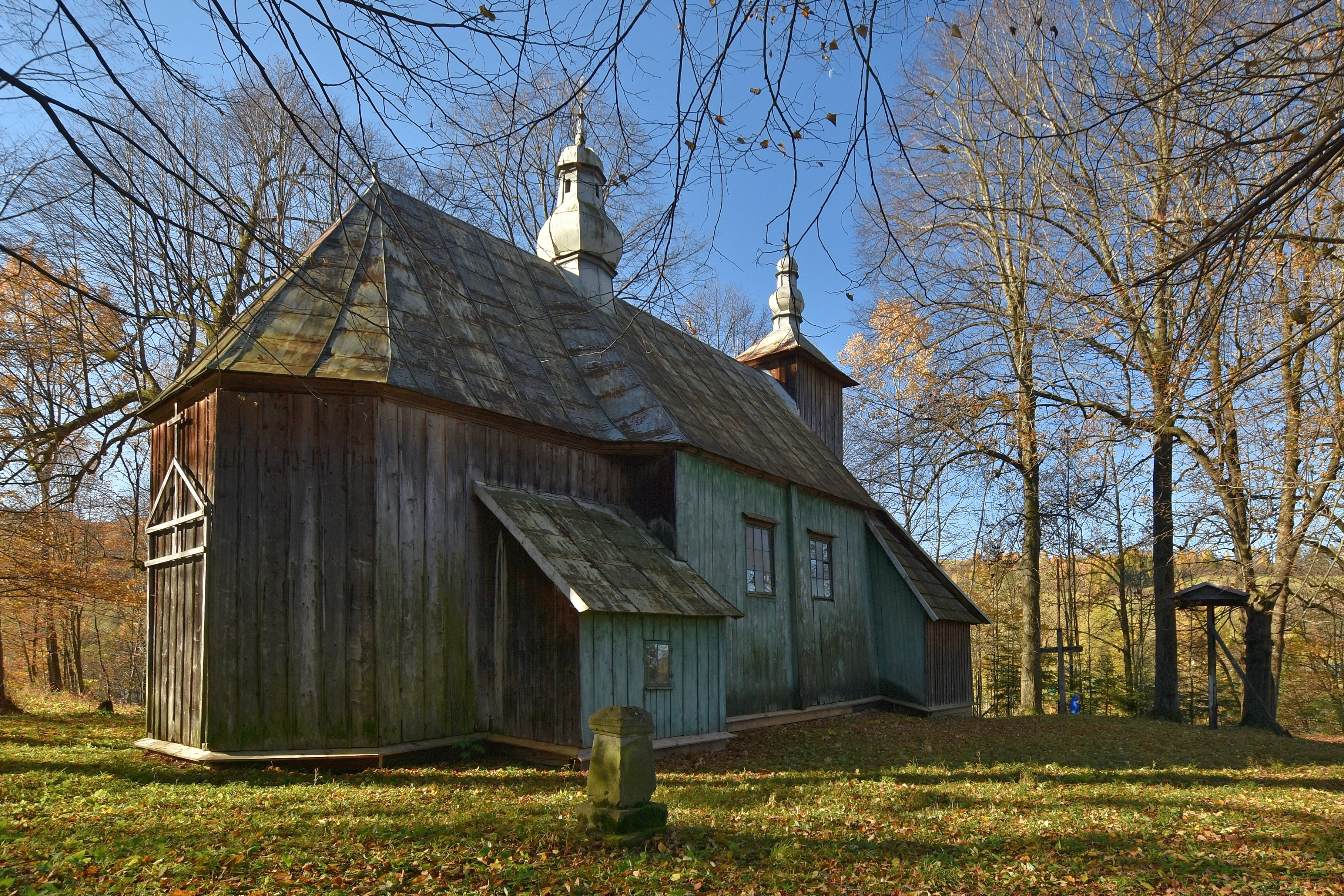
Elewacja północna

Wewnątrz cerkwi znajduje się ikonostas namalowany przez Zygmunta Bogdańskiego w 1894.
Cerkiew otoczona jest starodrzewem. Powyżej cerkwi znajdują się dwa cmentarze greckokatolickie, z małą liczbą nagrobków.
Po wojnie, od 1947, cerkiew wykorzystywano jako kościół rzymskokatolicki. Po wybudowaniu nowego kościoła, cerkiew stoi opuszczona.